# Meioceras
Meioceras là một chi ốc biển nhỏ, là động vật thân mềm chân bụng sống ở biển trong họ Caecidae.

## Các loài
Các loài trong chi Meioceras gồm có:
- Meioceras cornucopiae Carpenter, 1858[2]
- Meioceras cubitatum Folin, 1868[3]
- Meioceras nitidum (Stimpson, 1851)[4]